# Ichneumon lariceus
Ichneumon lariceus är en stekelart som beskrevs av Cameron 1885. Ichneumon lariceus ingår i släktet Ichneumon och familjen brokparasitsteklar. Inga underarter finns listade i Catalogue of Life.